# Troksy
Troksy (niem. Truchsen) – osada w Polsce położona w województwie warmińsko-mazurskim, w powiecie bartoszyckim, w gminie Bisztynek.
W latach 1975–1998 miejscowość administracyjnie należała do województwa olsztyńskiego. Osada znajduje się w historycznym regionie Warmia.

## Historia
Po 1945 w Troksach funkcjonował PGR. W okresie przed likwidacją PGR Troksy należały do Kombinatu PGR Sątopy w Sątopach-Samulewie.
Troksy są siedzibą sołectwa, do którego należą: Troksy, Mołdyty, Nisko i Niski Młyn.